# 哈里·波立特
哈里·波立特（英語：Harry Pollitt，1890年11月22日—1960年6月27日），英国20世纪政治人物、共产主义者，前大不列颠共产党总书记（1929－1956）。

## 生平
波立特出生于兰开郡德罗伊尔斯登（Droylsden，现属大曼彻斯特郡）的工人家庭。波立特的父母皆受社会主义和自由思想思潮影响，其母玛丽·路易莎（Mary Louisa）是独立工党党员。波立特于12岁开始做工，成为锅炉工人，1909年加入独立工党。1915年曾于南安普顿领导锅炉工人罢工。1919年，他积极参加“不许干涉俄国”（Hands off Russia）运动，抗议协约国武装干涉俄国内战。1920年参与创建大不列颠共产党（英共），1922年起担任英共中央委员和政治局委员。1924年至1929年担任工会国家少数派运动（National Minority Movement）总书记，继续领导工人运动。1929年当选为英共总书记。
波立特支持约瑟夫·斯大林的政治主张，公开表态支持莫斯科审判，称之为“历史进程上的新胜利”。1934年，组织反不列颠法西斯联盟的抗议运动。1939年9月，德国入侵波兰，英国对德宣战。波立特支持这一决定，但与党内的共产国际派别发生分歧，因而辞职；1941年苏联对德作战后官复原职。晚年视力衰退，且受赫鲁晓夫反斯大林风波影响，于1956年卸任。1960年于澳大利亚返回英国途中逝世。曼彻斯特的人民历史博物馆中藏有哈里·波立特的著作和手稿。